# Walter Pollux
Walter Pollux byl československý devítiválcový zážehový vzduchem chlazený hvězdicový motor. Byl vyvinut počátkem 30. let 20. století a byl vyráběn Akciovou společností Walter, továrnou na automobily a letecké motory v Praze - Jinonicích. Motor Walter Pollux II-R je vystaven v expozici Leteckého muzea ve Kbelích.

## Vznik a vývoj

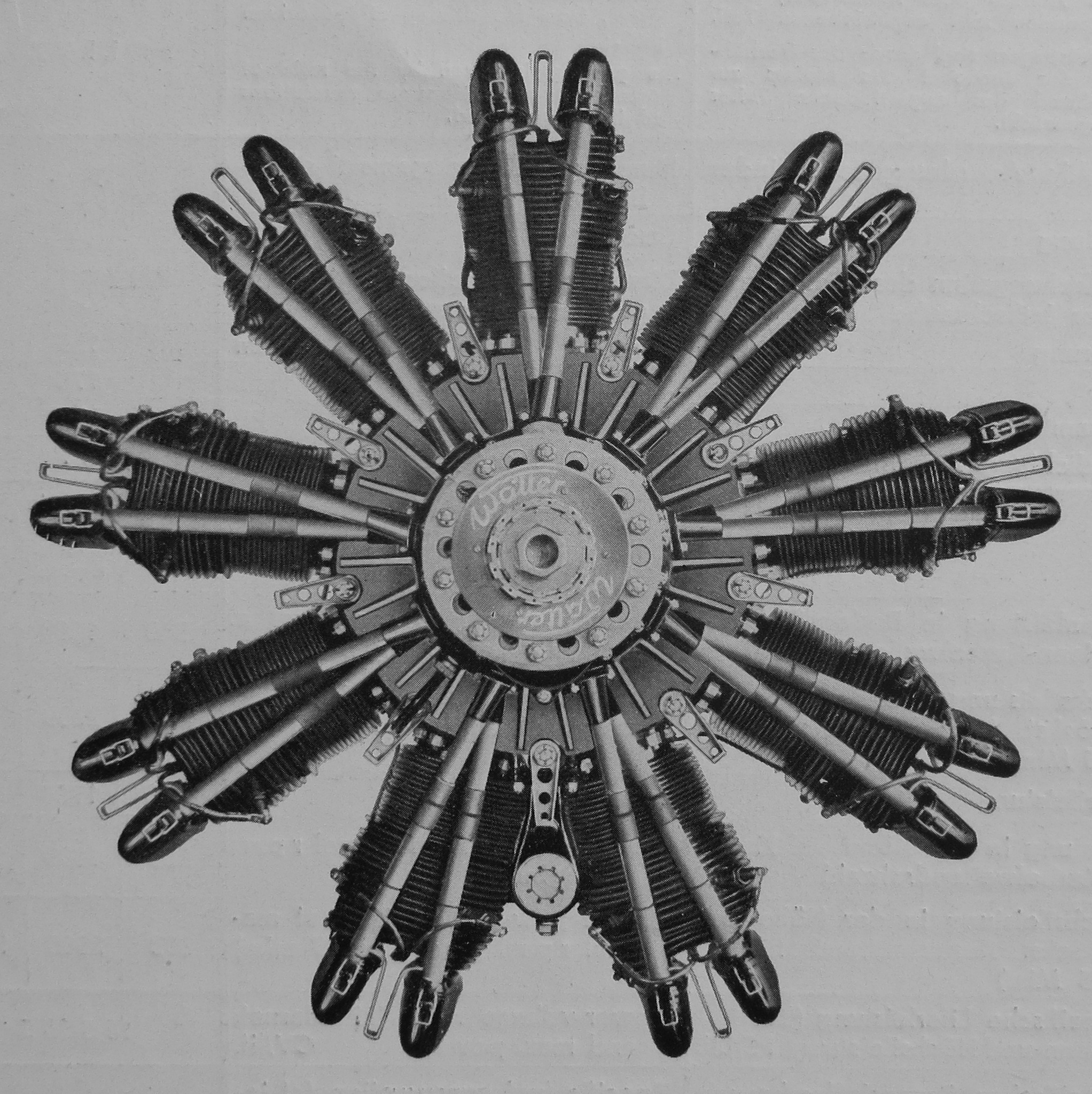
Walter Pollux II (1932)

Tak jako Castor z řeckého bájesloví měl svého blížence Polluxe, tak i Walter Castor dostal v roce 1931 svého druha tohoto jména Walter Pollux. Konstrukční oddělení továrny Walter v čele s hlavním konstruktérem ing. Františkem Adolfem Barvitiusem pokračovalo ve vývoji vyšší výkonové skupiny motorů, kterou zahájil právě Walter Castor - v jeho případě se ovšem jednalo o motor sedmiválcový. Walter Pollux byl tedy prvním devítiválcovým motorem z nové řady pístových hvězdicových motorů o vrtání válců 135 mm a zdvihu 170 mm.  
Walter Pollux, Walter Pollux II a Walter Pollux III byly předurčeny letouny podobné kategorie jako jejich  sedmiválcoví "bratři" Walter Castor a Castor II. I Walter Pollux prošel v následujících letech obdobným vývojem jako jeho blíženec Castor. Ucelená řada motorů této "hvězdné série", s tímto počtem a uspořádáním válců (devítiválcový), s tímto vrtáním a zdvihem měla pokračování v dalších verzích Polluxů a Super Castorů. Hned o rok později byl představen motor Walter Pollux II (1932) společně s reduktorovou verzí Walter Pollux II-R. A nakonec v roce 1935 Walter Pollux III a motor s reduktorem Walter Pollux III-R. V témže roce jsou představeny další navazující typy Walter Super Castor a s reduktorovými verzemi Walter Super Castor I-MR a Walter Super Castor I-SR. U všech Super Castorů došlo k té změně, že zdvih byl zkrácen na 146 mm.

## Popis motoru
Walter Pollux byl překomprimovaný motor a se značnou výškovou rezervou. Pro klikový hřídel byla použita nová ocel Poldi-Victrix-Special vyvinutá v hutích Poldi. Přední konec hřídele měl drážkování dle SAE, což dovolovalo montáž jak dřevěné, tak kovové vrtule. Dvojitý karburátor Zénith 60 DCJ640 byl vybaven výškovým korektorem. Akrobatická verze tohoto motoru se odlišovala úpravami na sacím a mazacím systému motoru, aby byly zajištěny tyto funkce ve všech akrobatických polohách. Tento motor byl vybaven speciálním bezplovákovým karburátorem konstrukce Walter. Zapalování bylo dvojité, dvěma magnety Scintilla GN 9-D s možností řízení předstihu buď ručně anebo automaticky. Motor byl vybaven pneumatickým startérem Viet 120 anebo setrvačníkovým typem Eclipse G6B s ručním pohonem.

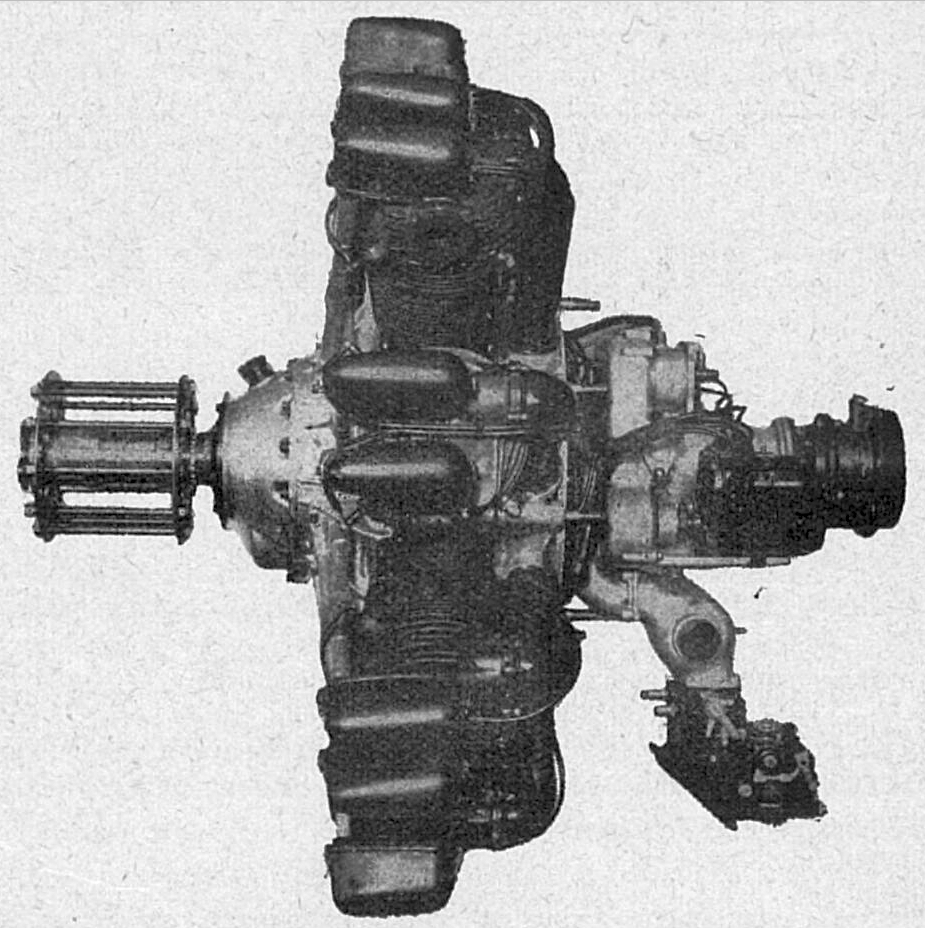
Walter Pollux II, boční pohled (1932)

Počty vyrobených motorů Walter Pollux II jsou v oficiálních pramenech uváděny v množství 187 ks. U předchozího Walter Pollux (1931) a následného Walter Pollux III (1935) přesná čísla nejsou známa.

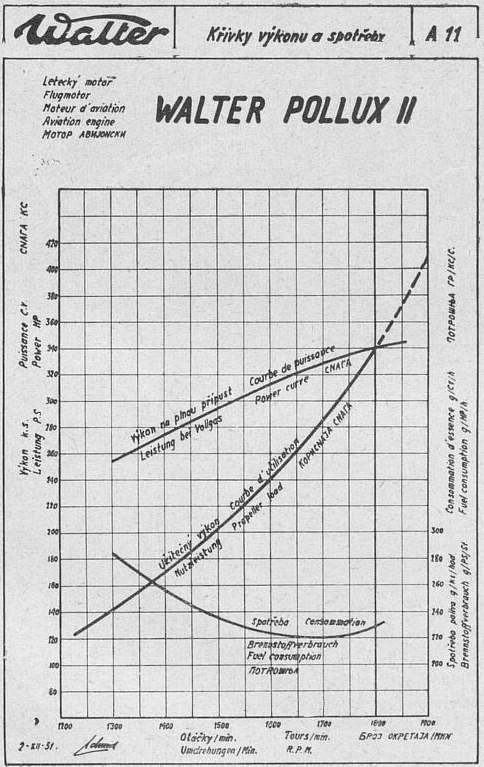
Walter Pollux II (charakteristiky)

## Použití
Walter Pollux se osvědčil u československých akrobatických letounů Avia B-122/Avia Ba-122 (1934) a Walter Pollux II u cvičného letounu Praga E-241 (1936). Ze zahraničních letounů je třeba v prvé řadě zmínit akrobatický letoun Fieseler F2 Tiger. U tohoto špičkového stroje byl motor označen jako Walter Pollux II A (akrobatický). Zmaj Fizir FP-2 byl jugoslávský letoun ze Srbska (Království Srbů, Chorvatů a Slovinců) s motorem Walter Pollux. Jednalo se o dvoumístný jednomotorový dvouplošník navržený Rudolfem Fizirem a Dušanem Stankovem a byl vyráběn v továrně Zmaj v Zemunu od roku 1936.
Akrobatický letoun Avia B-122 byl československý jednosedadlový dvouplošník, který byl vyvinut v polovině 30. let 20. století. Tento letoun byl konstruován pro vysokou akrobacii s velkým bezpečnostním násobkem. Od prototypu k sériové výrobě pro výcvik vojenských letců-stíhačů vzniklo několik modifikací s různými konstrukčními změnami hlavně v úpravě ocasních ploch. Několik prvních kusů bylo osazeno sedmiválcovým motorem Walter Castor II. Trup měl kostru svařenu z ocelových trubek, některé spoje byly šroubované či nýtované. Křídla měla celodřevěnou kostru a plátěný potah, křidélka byla jen na spodních plochách. Horní křídlo nemělo již tradiční pyramidu z éry typů Avia BH, ale baldachýn, což vedlo k tomu, že rozpětí horního i dolního křídla bylo stejné. Podvozek byl velmi robustní, s lomenou osou a hydropneumatickými tlumiči. Tento akrobatický letoun se následně dostal sériové výroby jako Avia Ba-122 (s motory Walter Castor II létaly OK-VIL, OK-VIM, OK-VIO a OK-MAL a dalších 15 letounů bylo prodáno do Sovětského svazu, z nichž 5 mělo motor Walter Pollux). V roce 1937 byly vyrobeny Ba-122 s motory Walter Pollux pod imatrikulací OK-AMK až -AMM. U sériových typů byl letoun mírně upraven, byla zvětšena směrovka a i horní křídlo bylo opatřeno křidélky.
Původ stroje Praga E-241 je v letounu Praga E-41, to byl československý, robustní školní dvouplošník, vyráběný společností Praga. V roce 1936 byl ing. Šlechtou modernizován, stroj obdržel nový motor Walter Pollux II o jmenovitém výkonu 360 k/265 kW. Tato modernizovaná verze s poněkud přepracovanou přídí a překonstruovaném draku dostala označení Praga E-241. Sériová výroba v ČKD-Praga byla ukončena u počtu 95 letounů. Zajímavostí typu Praga E–241 bylo použití prvku typického pro konstrukce BH – svislou ocasní plochu (SOP) tvořila pouze směrovka a trup před ní byl zploštělý, tentokrát však již ing. Jaroslavem Šlechtou. Toto provedení SOP měl druhý prototyp a zdá se, že i některé sériové stroje. Letouny byly uzpůsobeny i pro létání v noci. Po rozpadu Československa v březnu 1939 zůstalo na území Slovenska 33 letounů verze E-241, které byly zařazeny do výcvikové letky Slovenských vzdušných zbraní a účastnily se bojů proti Maďarsku a Sovětskému svazu.
Gerhard Fieseler (stíhací pilot, letecké eso v první světové válce, mistr světa v letecké akrobacii, konstruktér a výrobce letadel) založil v roce 1930 po krachu letecké společnosti Raab-Katzenstein svou vlastní společnost Fieseler Flugzeugbau, v bývalé společnosti Segel-Flugzeugbau v německém Kasselu. Pro účast v mezinárodních akrobatických soutěžích navrhl a postavil Fieseler dvouplošník Fieseler F2 Tiger, poháněný 9válcovým hvězdicovým vzduchem chlazeným motorem Walter Pollux II o vzletovém výkonu 450 koní/331 kW. S tímto dvouplošníkem Fieseler Fi 2 „Tiger“ (D-2000) se v roce 1934 zúčastnil prvního Mistrovství světa v letecké akrobacii v Paříži. Zvítězil a domů si přivezl prémii 100 000 francouzských franků, které investoval do rozvoje své firmy. Po mistrovství světa akrobacie nadobro zanechal a ukončil akrobatické soutěžení s titulem mistra světa.
V roce 1933 se velitel Jugoslávského královského letectva rozhodl nahradit zastaralá letadla moderními školními letadly pro pokročilý výcvik před přechodem na bojové letouny. Továrna Zmaj (Fabrika aeroplana i hidroplana Zmaj AD) navrhla prototyp dvojplošníku Zmaj Fizir FP-2 (Fizir Prelazni) s motorem Gnome-Rhône 7K s výkonem 340 k (Société des Moteurs Gnome et Rhône) a testy s tímto prototypem byly provedeny na konci roku 1933. Poté následovaly další zkušební lety a v roce 1934 letadlo vykazovalo dobré výsledky. Zmaj během roku 1934 vyzkoušel i motor Walter Pollux II o výkonu 251 kW (340 k), ale výsledky nebyly uspokojivé. Pro prototyp hydroplánu byl použit další motor Gnome-Rhône, tentokráte 9K o výkonu 450 k, ale ani tato verze se nedostala sériové výroby.

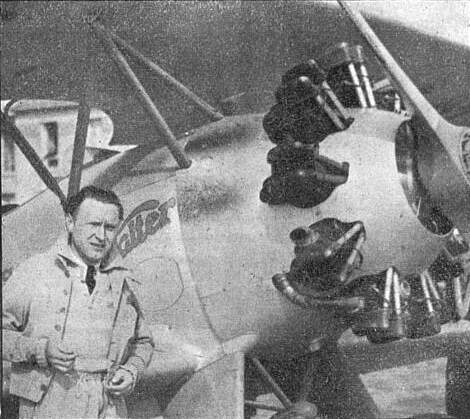
Gerhard Fieseler, akrobatický mistr světa 1934 se svým Tigrem osazeným motorem Pollux II

Z úspěchů na leteckých soutěžích v roce 1934 je nutno jmenovat Gerharda Fieselera, který získal titul mistra světa v mezinárodní soutěži letecké akrobacie v Paříži (9.-10. červen) na vlastním letadle Fieseler F 2 Tiger s motorem Walter Pollux II. Byl to jeho třetí titul mistra světa. Akrobatická verze tohoto motoru se odlišovala úpravami na sacím a mazacím systému motoru, aby byly zajištěny tyto funkce ve všech akrobatických polohách. Tento motor byl vybaven speciálním bezplovákovým karburátorem konstrukce Walter.
V I. národní soutěži v letecké akrobacii RČs (1935) získal 1. místo npor. František Novák, 2. byl mjr. Ján Ambruš a 3. místo obsadil por. Široký, všichni na letadlech Avia B-122 s motory Castor II resp. Pollux II.
Pro IV. mezinárodní letecký mítink v Curychu konaném v červenci 1937 bylo připraveno pět Avií Ba-122 s motory Avia Rk-17 a tři s motory Walter Pollux III. Závod se konal na trati Curych - Bellinzona - Thun - Curych a soutěže v jednotlivých disciplínách na vojenské základně v Dübendorfu nedaleko curyšského letiště. V závodě v letecké akrobacii jednotlivců kategorie B pro motory s obsahem válců 10 až 20 litrů, kam patřil motor Walter Pollux, zvítězil por. František Novák, druhý byl por. Petr Široký a třetí rtm. Josef Hubáček. V kategorii C (motory nad 20 litrů – Avia Rk-17) zaujali českoslovenští akrobaté popřední místa v pořadí 1. por. František Novák, 3. por. Petr Široký a 4. šrtm. František Výborný. Značně napínavý byl závod ve skupinové akrobacii. Naše sedmičlenná skupina na letounech Avia Ba-122 vedená por. Františkem Novákem ve složení Novák, Široký, Hubáček, Motyčka, Půda, Šimek a Taudy získala vítězství před favorizovanou italskou skupinou na strojích Fiat CR.32.

## Použití v letadlech
- Avia Ba-122
- Praga E-241
- Fieseler F2 Tiger
- Zmaj Fizir FP-2

## Specifikace
Data dle

### Technické údaje
- Typ: čtyřdobý zážehový vzduchem chlazený hvězdicový letecký devítiválec
- Počet válců: 9
- Vnější průměr motoru: 1262 mm
- Celková délka motoru: 1220 mm
- Celková plocha pístů: 1288 cm²
- Rozvod: OHV, dvouventilový
- Mazání: tlakové oběžné, se suchou klikovou skříní
- Pohon: dvoulistá dřevěná nebo kovová vrtule
- Směr otáčení vrtule: vpravo
- Chlazení: vzduchové
- Karburátor: Zénith 60 DCJ640 nebo Stromberg NAR 80
- Zapalování: dvěma magnety Scintilla GN 9-D
- Startér: pneumatický Viet 120 nebo setrvačníkový Eclipse G6B

| Označení motoru           | Walter Pollux                    | Walter Pollux II                        | Walter Pollux III                |
| ------------------------- | -------------------------------- | --------------------------------------- | -------------------------------- |
| Výroba od                 | 1931                             | 1932                                    | 1935                             |
| Vrtání                    | 135 mm                           | 135 mm                                  | 135 mm                           |
| Zdvih                     | 170 mm                           | 170 mm                                  | 170 mm                           |
| Vnější průměr motoru      | 1260 mm                          | 1260 mm                                 | 1260 mm                          |
| Zdvihový objem motoru:    | 21900 cm³                        | 21900 cm³                               | 21900 cm³                        |
| Kompresní poměr:          | 6,0:1                            | 6,0:1                                   | 6,0:1                            |
| Jmenovitý výkon           | 235,3 kW / 320 k při 1800 ot/min | 250,0 kW / 340 k při 1800 ot/min        | 264,7 kW / 360 k při 2070 ot/min |
| Vzletový výkon:           | 279,4 kW / 380 k při 1900 ot/min | 330,9 kW / 450 k při 2000 ot/min        | 353,0 kW / 480 k při 2250 ot/min |
| Hmotnost suchého motoru   | 290 kg                           | 318 kg                                  | 344 kg                           |
| Poměr výkonu k hmotnosti: | 0,81 kW/kg                       | 0,79 kW/kg                              | 0,77 kW/kg                       |
| Poměr výkonu k objemu     | 10,75 kW/l                       | 11,42 kW/l                              | 12,09 kW/l                       |
| Spotřeba paliva:          | 220 g·h−1·k−1 / 299 g·h−1·kW−1   | 245 g·h−1·k−1 / 333 g·h−1·kW−1          | 260 g·h−1·k−1 / 353 g·h−1·kW−1   |
| Spotřeba oleje:           |                                  | 10–16 g·h−1·k−1 / 13, 6–21,8 g·h−1·kW−1 |                                  |
| Předepsané palivo:        |                                  | oktanové číslo min. 80                  |                                  |

## Galerie

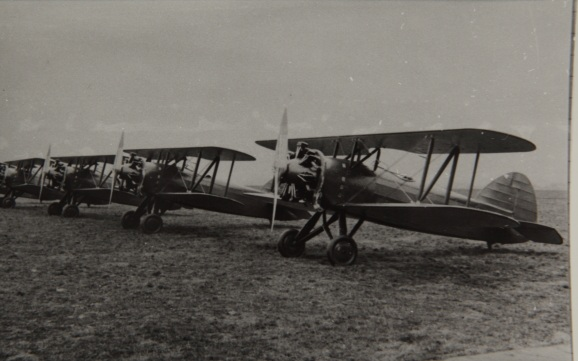
Avia B-122/Ba-122
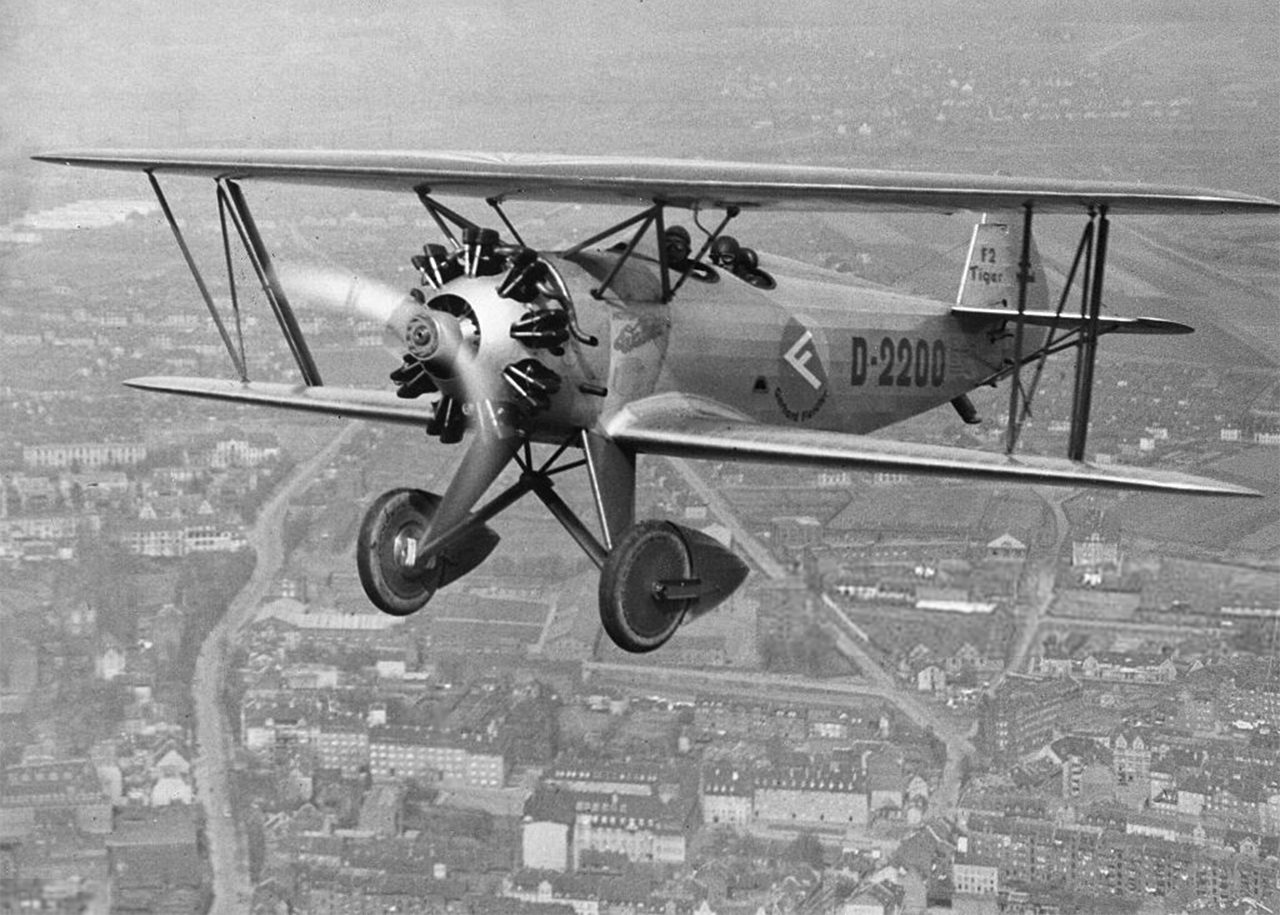
Mistr světa v akrobacii Gerhard Fieseler na svém stroji F2 Tiger (Kassel 1932)
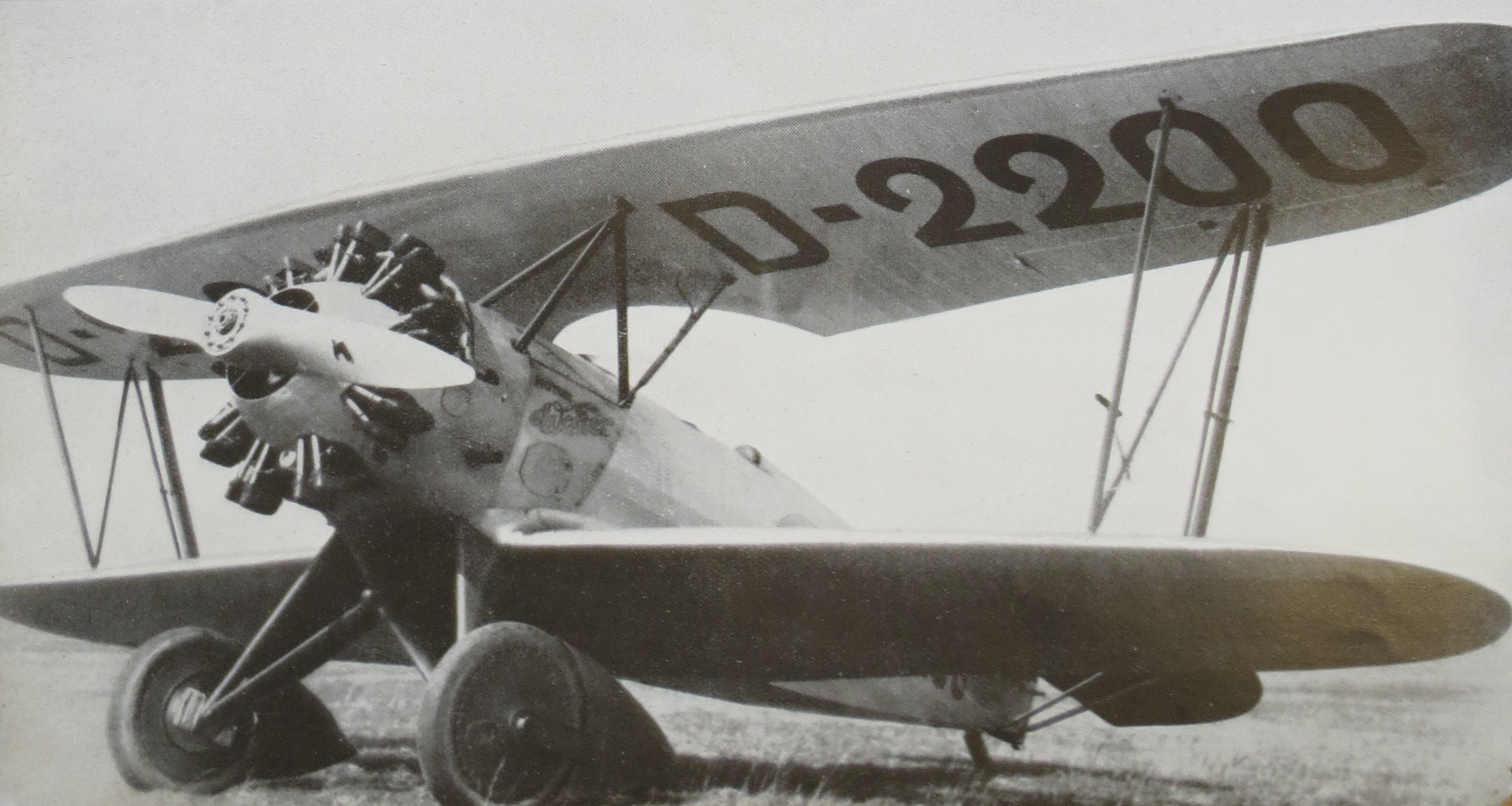
Fieseler F-2 Tiger a Walter Pollux II (1934)
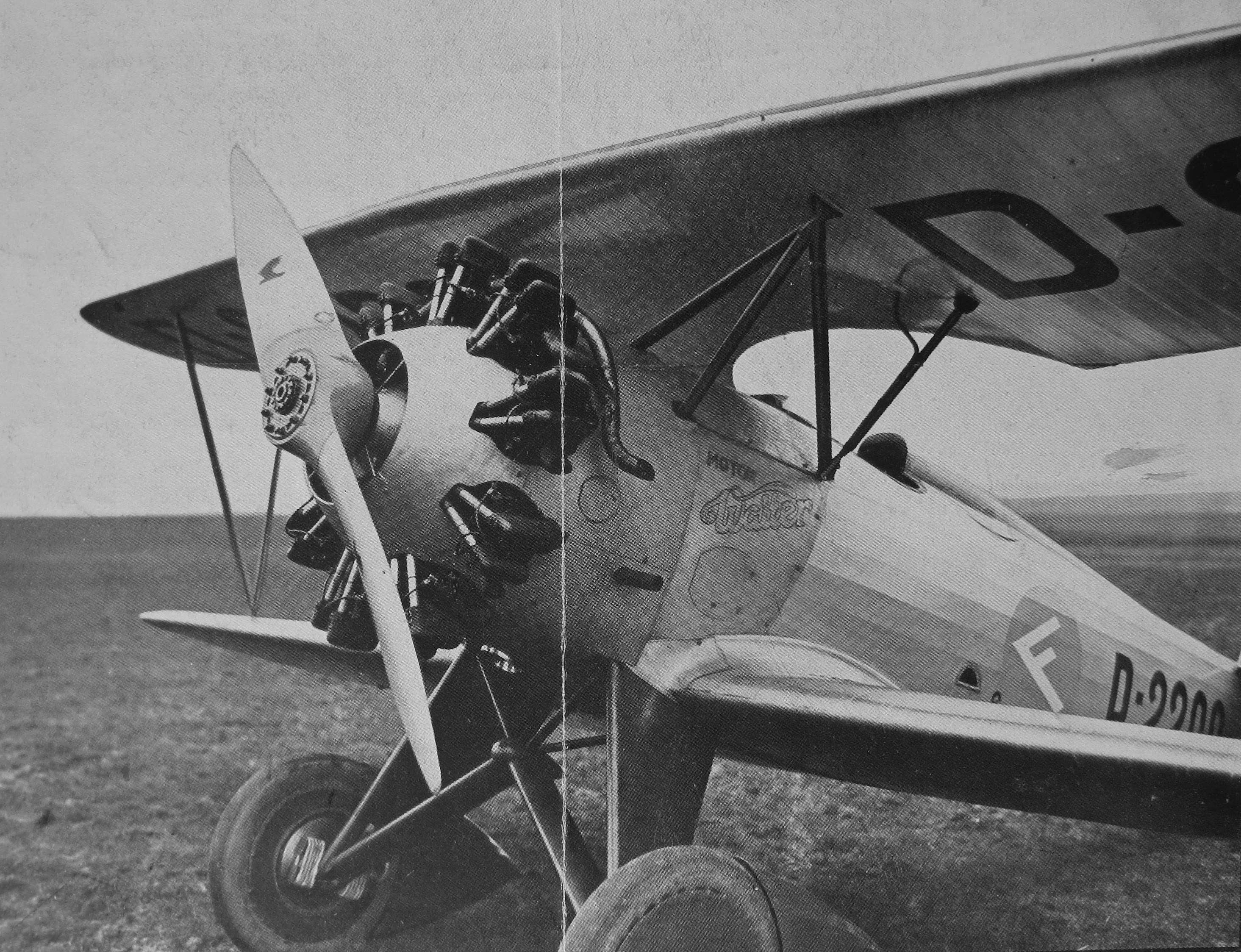
Fieseler F2 Tiger a Walter Pollux IIA (1934)
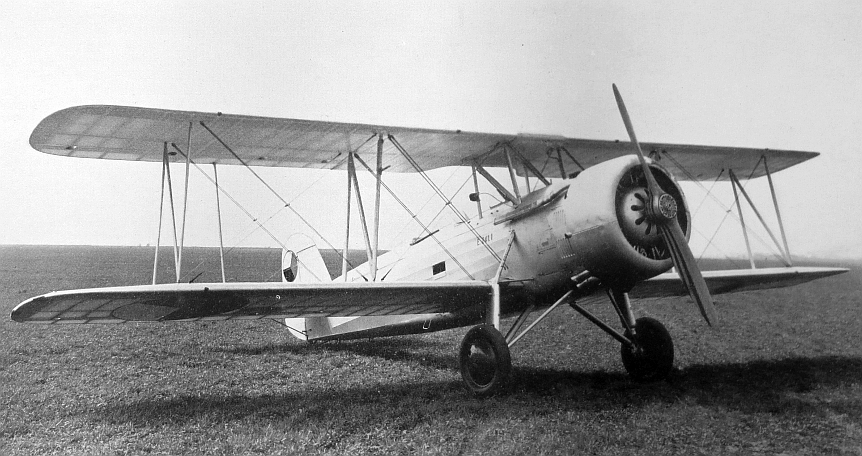
Praga E-241 a Walter Pollux II
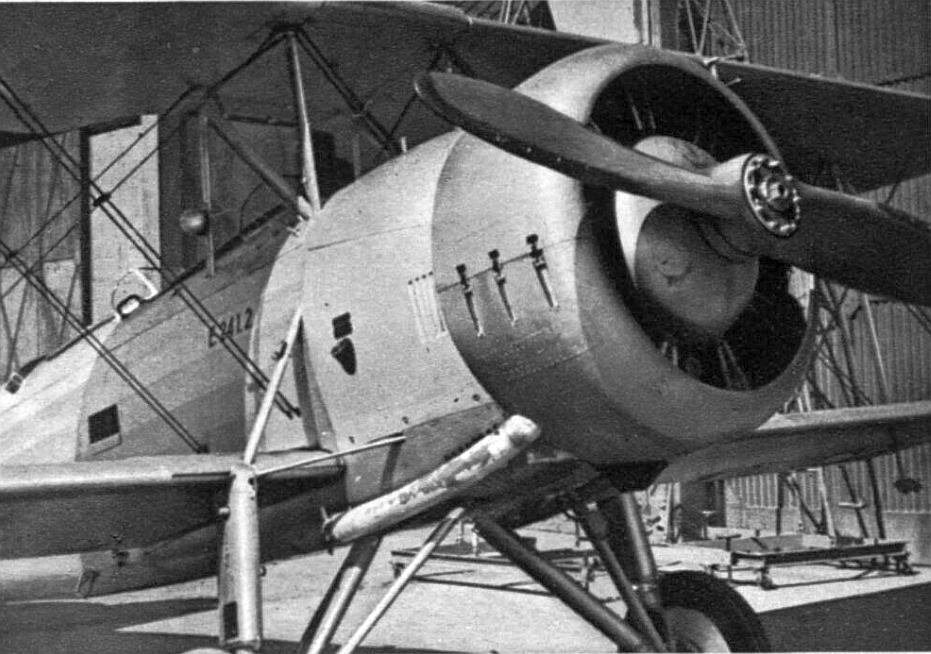
Praga E-241 (1935)
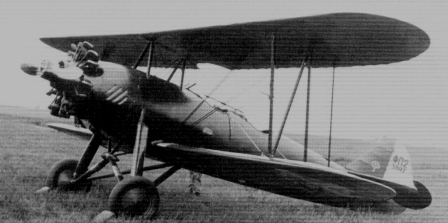
Zmaj Fizir FP-2 (1934)
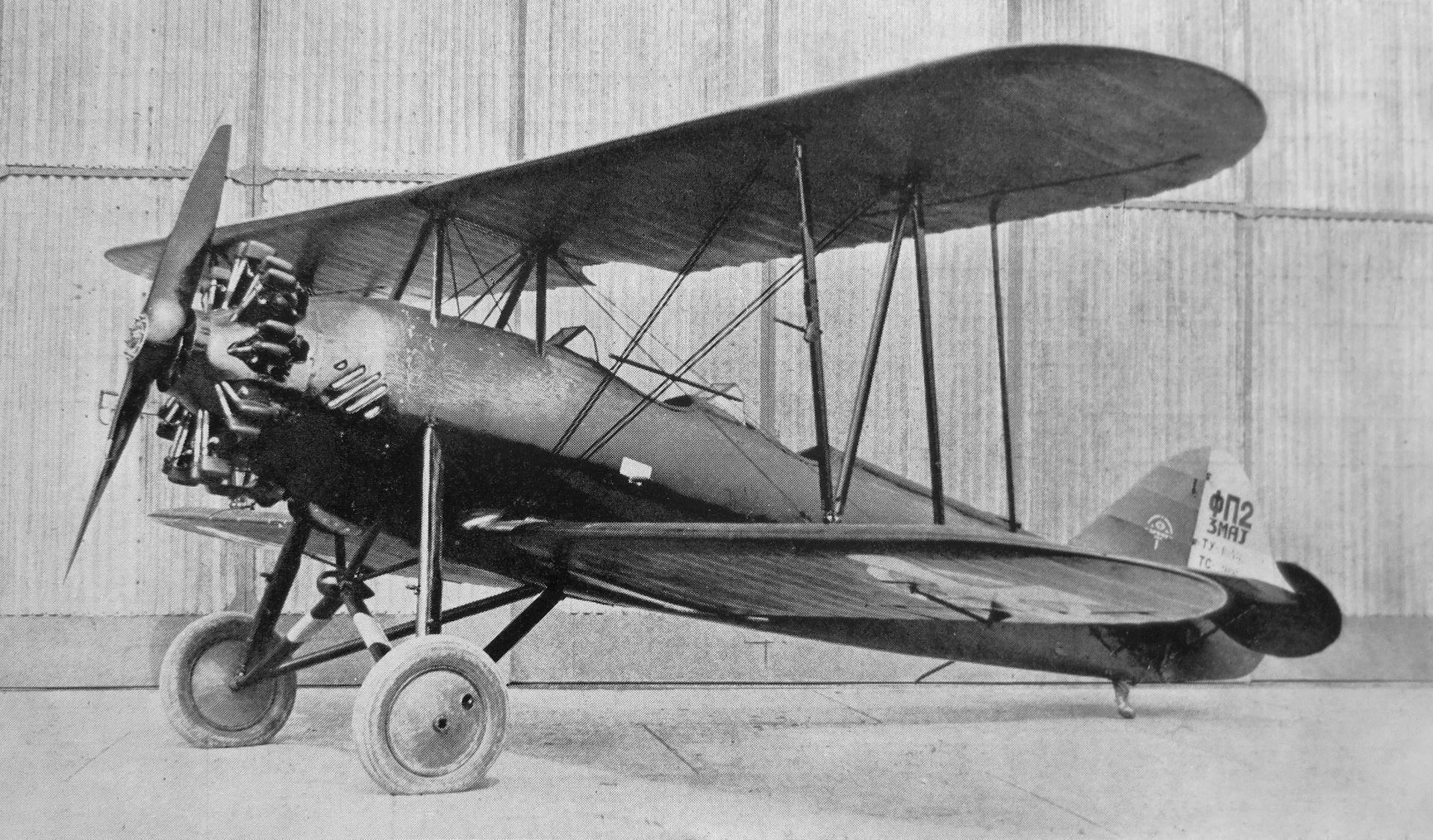
Zmaj Fizir FP-2 a Walter Pollux II (1934)